# Campionati europei di atletica leggera 2018 - Salto in alto maschile
Il concorso del salto in alto maschile ai campionati europei di atletica leggera 2018 si è svolto il 9 e 11 agosto 2018.

## Podio
| Oro     | Mateusz Przybylko Germania               |
| Argento | Maksim Nedasekau Bielorussia             |
| Bronzo  | Ilya Ivanyuk Atleti Neutrali Autorizzati |

## Record
Prima di questa competizione, il record del mondo (RM), il record europeo (EU) ed il record dei campionati (RC) erano i seguenti:
| Record                | Prestazione | Atleta                    | Data                                 | Competizione |
| --------------------- | ----------- | ------------------------- | ------------------------------------ | ------------ |
| Record mondiale       | 2,45        | Javier Sotomayor Cuba     | 27 luglio 1993 Salamanca, Spagna     |              |
| Record europeo        | 2,42        | Patrik Sjöberg Svezia     | 30 giugno 1987 Stoccolma, Svezia     |              |
| Record europeo        | 2,42        | Bohdan Bondarenko Ucraina | 14 giugno 2014 New York, Stati Uniti |              |
| Record dei campionati | 2,36        | Andrej Silnov Russia      | 9 agosto 2006 Göteborg, Svezia       | Europei 2006 |

## Risultati

### Qualificazione
Si qualificano alla finale gli atleti che saltano 2,27 m (Q) o le dodici migliori misure (q).
| Pos. | Gruppo | Atleta                 | Nazionalità                 | 2,11 | 2,16 | 2,21 | 2,25 | Risultato | Note |
| ---- | ------ | ---------------------- | --------------------------- | ---- | ---- | ---- | ---- | --------- | ---- |
| 1    | B      | Maksim Nedasekau       | Bielorussia                 | —    | o    | o    | o    | 2,25      | (q)  |
| 1    | A      | Mateusz Przybylko      | Germania                    | o    | o    | o    | o    | 2,25      | (q)  |
| 3    | A      | Dmytro Demjanjuk       | Ucraina                     | —    | o    | xxo  | o    | 2,25      | (q)  |
| 3    | B      | Andrij Procenko        | Ucraina                     | o    | xo   | xo   | o    | 2,25      | (q)  |
| 5    | B      | Eike Onnen             | Germania                    | o    | o    | o    | xo   | 2,25      | (q)  |
| 5    | A      | Gianmarco Tamberi      | Italia                      | –    | o    | o    | xo   | 2,25      | (q)  |
| 7    | B      | Alperen Acet           | Turchia                     | o    | o    | xo   | xo   | 2,25      | (q)  |
| 7    | B      | Ilya Ivanyuk           | Atleti Neutrali Autorizzati | o    | o    | xo   | xo   | 2,25      | (q)  |
| 9    | A      | Sylwester Bednarek     | Polonia                     | o    | o    | xo   | xxo  | 2,25      | (q)  |
| 10   | A      | Douwe Amels            | Paesi Bassi                 | o    | o    | o    | xxx  | 2,21      | (q)  |
| 10   | B      | Konstadinos Baniotis   | Grecia                      | —    | o    | o    | xxx  | 2,21      | (q)  |
| 10   | B      | Loïc Gasch             | Svizzera                    | o    | o    | o    | xxx  | 2,21      | (q)  |
| 13   | B      | Marco Fassinotti       | Italia                      | o    | o    | xo   | xxx  | 2,21      |      |
| 13   | B      | Wiktor Lonskyj         | Ucraina                     | o    | o    | xo   | xxx  | 2,21      |      |
| 15   | A      | Allan Smith            | Gran Bretagna               | —    | xo   | xo   | xxx  | 2,21      |      |
| 16   | B      | Chris Baker            | Gran Bretagna               | o    | o    | xxo  | xxx  | 2,21      |      |
| 16   | B      | Maciej Grynienko       | Polonia                     | o    | o    | xxo  | xxx  | 2,21      |      |
| 16   | A      | Dmitriy Kroyter        | Israele                     | o    | o    | xxo  | xxx  | 2,21      |      |
| 16   | A      | Tobias Potye           | Germania                    | o    | o    | xxo  | xxx  | 2,21      |      |
| 20   | B      | Lukáš Beer             | Slovacchia                  | o    | o    | xxx  |      | 2,16      |      |
| 20   | A      | Matúš Bubeník          | Slovacchia                  | o    | o    | xxx  |      | 2,16      |      |
| 20   | A      | Andrijus Glebaiskas    | Lituania                    | o    | o    | xxx  |      | 2,16      |      |
| 20   | A      | Jonas Kløjgaats Jensen | Danimarca                   | o    | o    | xxx  |      | 2,16      |      |
| 20   | A      | David Smith            | Gran Bretagna               | o    | o    | xxx  |      | 2,16      |      |
| 25   | B      | Bram Ghuys             | Belgio                      | xo   | o    | xxx  |      | 2,16      |      |
| 26   | B      | Vasilios Constantinou  | Cipro                       | o    | xxx  |      |      | 2,11      |      |
| 26   | A      | Andrei Skabeika        | Bielorussia                 | o    | xxx  |      |      | 2,11      |      |
|      | A      | Eugenio Rossi          | San Marino                  | xxx  |      |      |      | nm        |      |

### Finale
| Pos.    | Atleta               | Nazionalità                 | 2,19 | 2,24 | 2,28 | 2,31 | 2,33 | 2,35 | 2,37 | 2,38 | Risultato | Note                                     |
| ------- | -------------------- | --------------------------- | ---- | ---- | ---- | ---- | ---- | ---- | ---- | ---- | --------- | ---------------------------------------- |
| Oro     | Mateusz Przybylko    | Germania                    | o    | o    | o    | o    | o    | o    | –    | xxx  | 2,35      | =                                        |
| Argento | Maksim Nedasekau     | Bielorussia                 | o    | o    | xx–  | o    | o    | xx–  | x    |      | 2,33      | =                                        |
| Bronzo  | Ilya Ivanyuk         | Atleti Neutrali Autorizzati | o    | o    | o    | o    | xxx  |      |      |      | 2,31      | Miglior prestazione personale            |
| 4       | Gianmarco Tamberi    | Italia                      | o    | xo   | o    | x–   | xx   |      |      |      | 2,28      | Miglior prestazione personale stagionale |
| 5       | Alperen Acet         | Turchia                     | o    | xo   | xxx  |      |      |      |      |      | 2,24      |                                          |
| 5       | Andrij Procenko      | Ucraina                     | o    | xo   | xxx  |      |      |      |      |      | 2,24      |                                          |
| 7       | Sylwester Bednarek   | Polonia                     | o    | xxo  | xxx  |      |      |      |      |      | 2,24      |                                          |
| 8       | Douwe Amels          | Paesi Bassi                 | o    | xxx  |      |      |      |      |      |      | 2,19      |                                          |
| 8       | Eike Onnen           | Germania                    | o    | xxx  |      |      |      |      |      |      | 2,19      |                                          |
| 10      | Konstadinos Baniotis | Grecia                      | xxo  | xxx  |      |      |      |      |      |      | 2,19      |                                          |
| 10      | Loïc Gasch           | Svizzera                    | xxo  | xxx  |      |      |      |      |      |      | 2,19      |                                          |
|         | Dmytro Demjanjuk     | Ucraina                     | xxx  |      |      |      |      |      |      |      | nm        |                                          |